# Arthun
Arthun est une commune française située dans le département de la Loire en région Auvergne-Rhône-Alpes, et faisant partie de Loire Forez Agglomération.

## Géographie
|                 | Bussy-Albieux |                             |

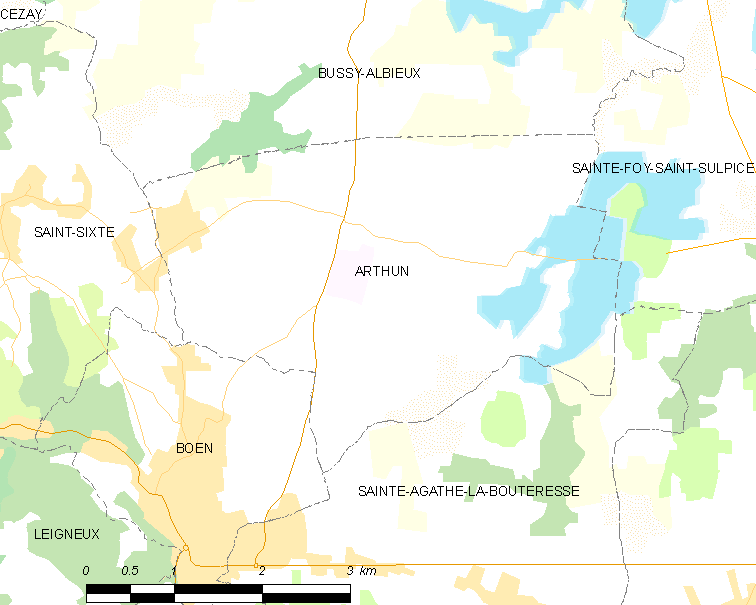
Localisation du village et des communes aux alentours.

| Saint-Sixte     | Arthun        | Sainte-Foy-Saint-Sulpice    |
| Boën-sur-Lignon |               | Sainte-Agathe-la-Bouteresse |

Arthun fait partie du Forez ; le Forez désigne la région de Feurs, il correspond à l'actuel département de la Loire. La plaine du Forez se situe entre les monts du Lyonnais (montagne du matin, à l'est) et les monts du Forez (montagne du soir, à l'ouest). Feurs est l'ancienne capitale du peuple gaulois des Ségusiaves. Son nom romain est Forum Segusiavarum. Ce terme est à l'origine des noms actuels de Feurs et de sa région, le Forez.

### Climat
Pour des articles plus généraux, voir Climat d'Auvergne-Rhône-Alpes et Climat de la Loire.
En 2010, le climat de la commune est de type climat océanique dégradé des plaines du Centre et du Nord, selon une étude du Centre national de la recherche scientifique s'appuyant sur une série de données couvrant la période 1971-2000. En 2020, Météo-France publie une typologie des climats de la France métropolitaine dans laquelle la commune est exposée à un climat de montagne ou de marges de montagne et est dans la région climatique Nord-est du Massif Central, caractérisée par une pluviométrie annuelle de 800 à 1 200 mm, bien répartie dans l’année.
Pour la période 1971-2000, la température annuelle moyenne est de 10,7 °C, avec une amplitude thermique annuelle de 16,8 °C. Le cumul annuel moyen de précipitations est de 726 mm, avec 8,8 jours de précipitations en janvier et 6,9 jours en juillet. Pour la période 1991-2020, la température moyenne annuelle observée sur la station météorologique de Météo-France la plus proche, « Boën-sur-Lignon », sur la commune de Boën-sur-Lignon à 4 km à vol d'oiseau, est de 11,8 °C et le cumul annuel moyen de précipitations est de 629,5 mm,. Pour l'avenir, les paramètres climatiques de la commune estimés pour 2050 selon différents scénarios d'émission de gaz à effet de serre sont consultables sur un site dédié publié par Météo-France en novembre 2022.

## Urbanisme

### Typologie
Au 1er janvier 2024, Arthun est catégorisée commune rurale à habitat dispersé, selon la nouvelle grille communale de densité à sept niveaux définie par l'Insee en 2022.
Elle appartient à l'unité urbaine de Boën-sur-Lignon, une agglomération intra-départementale regroupant sept  communes, dont elle est une commune de la banlieue,,. La commune est en outre hors attraction des villes,.

### Occupation des sols
L'occupation des sols de la commune, telle qu'elle ressort de la base de données européenne d’occupation biophysique des sols Corine Land Cover (CLC), est marquée par l'importance des territoires agricoles (84,1 % en 2018), en diminution par rapport à 1990 (88,5 %). La répartition détaillée en 2018 est la suivante : 
prairies (71,5 %), eaux continentales (9,3 %), zones agricoles hétérogènes (7,3 %), terres arables (5,3 %), zones urbanisées (4,4 %), espaces verts artificialisés, non agricoles (1,8 %), forêts (0,3 %). L'évolution de l’occupation des sols de la commune et de ses infrastructures peut être observée sur les différentes représentations cartographiques du territoire : la carte de Cassini (XVIIIe siècle), la carte d'état-major (1820-1866) et les cartes ou photos aériennes de l'IGN pour la période actuelle (1950 à aujourd'hui).

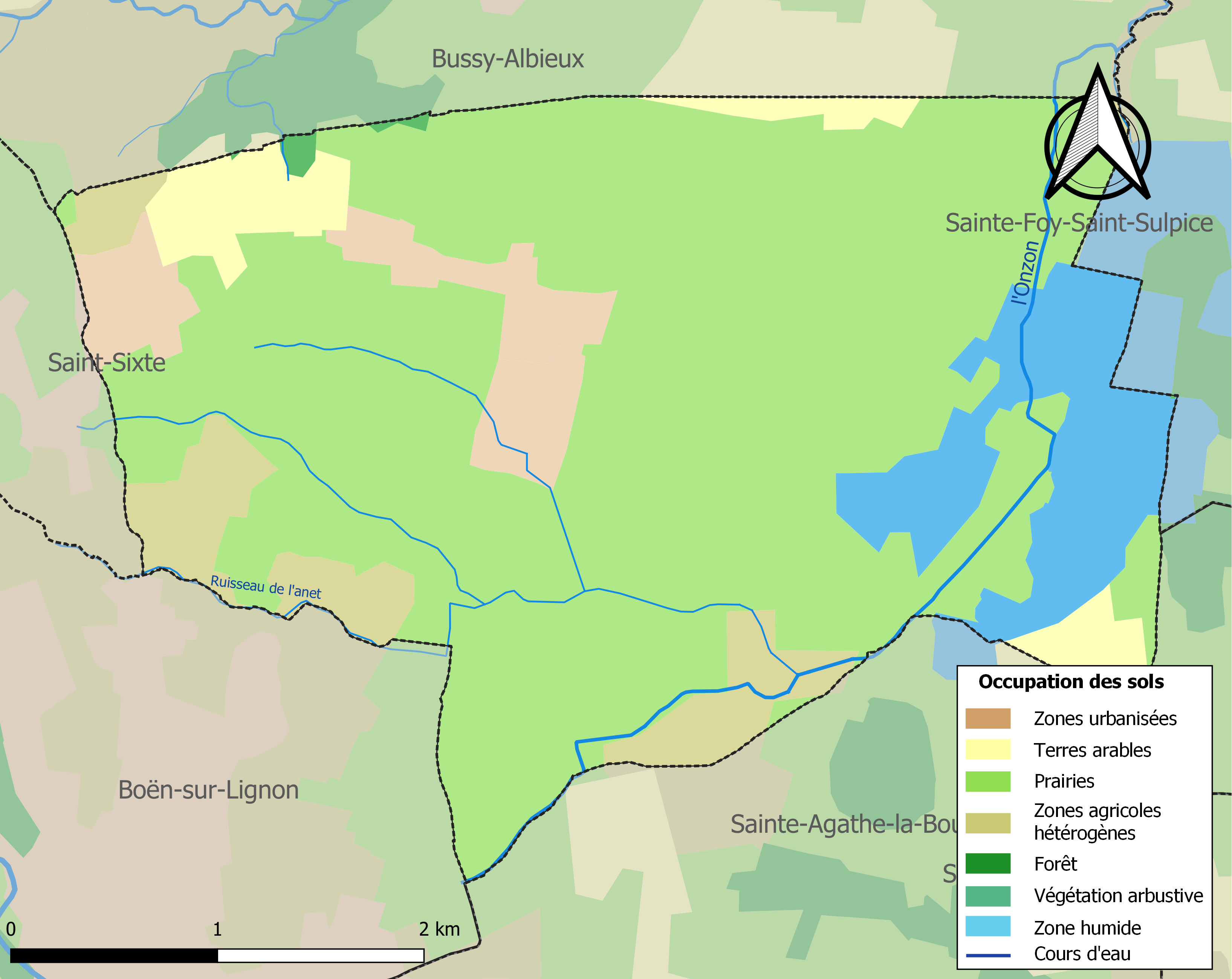
Carte des infrastructures et de l'occupation des sols de la commune en 2018 (CLC).

## Toponymie
Arthun semble venir de artos (signifie ours) et duno (signifie ville).

## Histoire
Présence romaine. L'église est signalée parmi les possessions de Cluny dès 981-982. La travée de chœur de l'édifice actuel pourrait remonter au XIe siècle.
À la fin de l'Ancien Régime, Arthun était un village, paroisse du Forez, archiprêtré de Pommiers, bailliage et élection de Montbrison, justice de Boën.
Au gré des alliances seigneuriales et actes ecclésiastiques, Arthun dépendait pour la cure, de Pouilly-lès-Feurs, qui obéissait à la grande abbaye de Cluny, et ce jusqu'en 1790. Le village s'est trouvé à partir de 1200, sous la coupe seigneuriale des puissants seigneurs de Couzan.

## Politique et administration
| Période                                  | Période      | Identité          | Étiquette | Qualité                        |
| ---------------------------------------- | ------------ | ----------------- | --------- | ------------------------------ |
| Les données manquantes sont à compléter. |              |                   |           |                                |
| mars 2001                                | mars 2008    | Monique Vial      |           | Secrétaire de mairie retraitée |
| mars 2008                                | juillet 2020 | Josiane Baldini   |           | Conjoint d'artisan retraitée   |
| juillet 2020                             | En cours     | Jean-Claude Garde |           | Agriculteur retraité           |

Arthun faisait partie de la communauté de communes du Pays d'Astrée de 1995 à 2016 puis a intégré Loire Forez Agglomération.

## Démographie
Les habitants sont nommés les Arthunois.
L'évolution du nombre d'habitants est connue à travers les recensements de la population effectués dans la commune depuis 1793. Pour les communes de moins de 10 000 habitants, une enquête de recensement portant sur toute la population est réalisée tous les cinq ans, les populations de référence des années intermédiaires étant quant à elles estimées par interpolation ou extrapolation. Pour la commune, le premier recensement exhaustif entrant dans le cadre du nouveau dispositif a été réalisé en 2008.

En 2022, la commune comptait 526 habitants, en évolution de −4,88 % par rapport à 2016 (Loire : +1,32 %, France hors Mayotte : +2,11 %).
| 1793 | 1800 | 1806 | 1821 | 1831 | 1836 | 1841 | 1846 | 1851 |
| ---- | ---- | ---- | ---- | ---- | ---- | ---- | ---- | ---- |
| 550  | 462  | 505  | 553  | 516  | 527  | 525  | 526  | 533  |

| 1856 | 1861 | 1866 | 1872 | 1876 | 1881 | 1886 | 1891 | 1896 |
| ---- | ---- | ---- | ---- | ---- | ---- | ---- | ---- | ---- |
| 567  | 539  | 514  | 584  | 659  | 668  | 648  | 617  | 619  |

| 1901 | 1906 | 1911 | 1921 | 1926 | 1931 | 1936 | 1946 | 1954 |
| ---- | ---- | ---- | ---- | ---- | ---- | ---- | ---- | ---- |
| 620  | 586  | 546  | 509  | 453  | 466  | 390  | 382  | 393  |

| 1962 | 1968 | 1975 | 1982 | 1990 | 1999 | 2006 | 2008 | 2013 |
| ---- | ---- | ---- | ---- | ---- | ---- | ---- | ---- | ---- |
| 413  | 410  | 423  | 473  | 450  | 461  | 483  | 489  | 555  |

| 2018 | 2022 | - | - | - | - | - | - | - |
| ---- | ---- | - | - | - | - | - | - | - |
| 532  | 526  | - | - | - | - | - | - | - |

## Économie
- Bovins - producteurs de lait - agriculture bio - élevage avicole.
- Artisanat (entreprise multi services - électricien).
- Vin AOC Côtes-du-forez (une seule vigne).

## Culture et Patrimoine

### Édifices remarquables
- Église Saint-Barthélémy. Elle est inscrite à l'Inventaire général du patrimoine culturel[20].
- Château de Beauvoir XVIIIe siècle, restauré au XIXe.

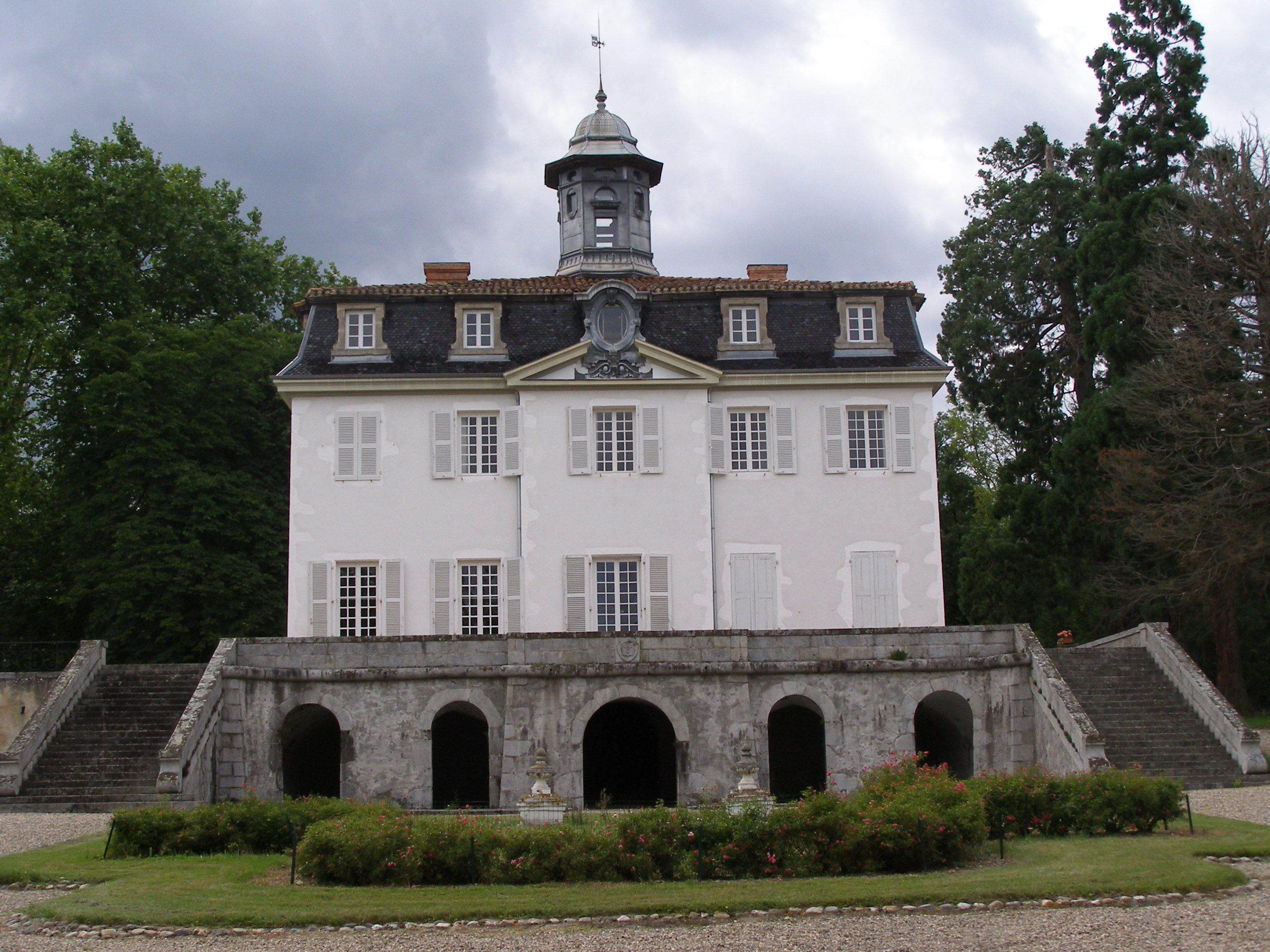
Château de Beauvoir à Arthun.
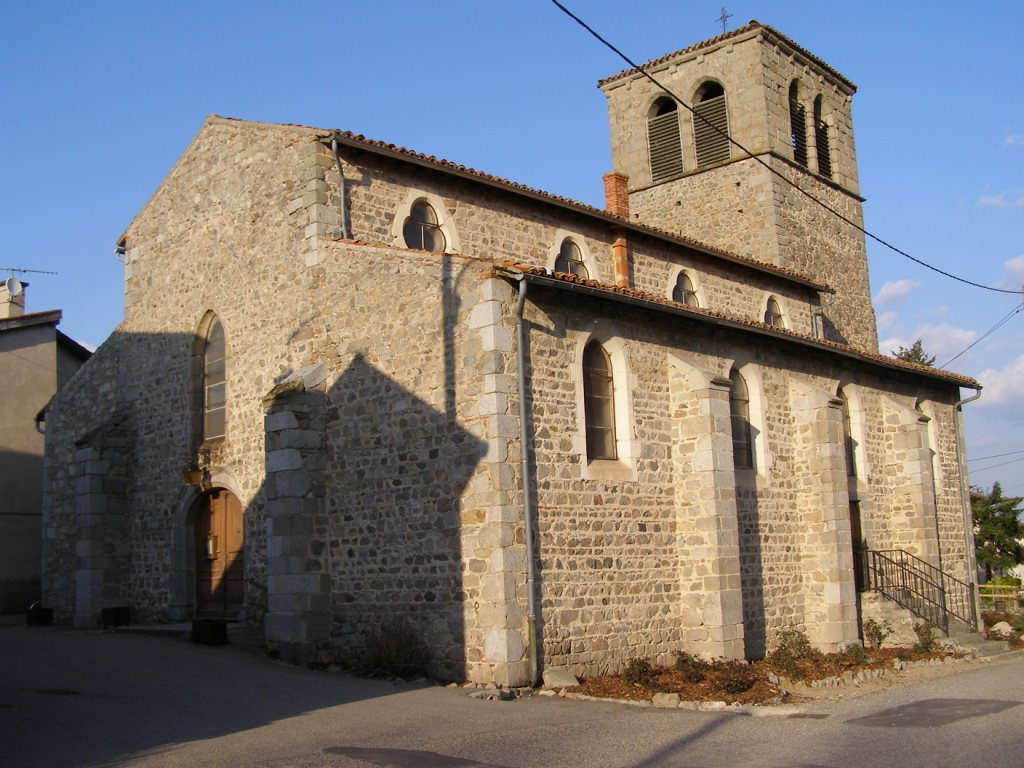
Église Saint-Barthélémy.
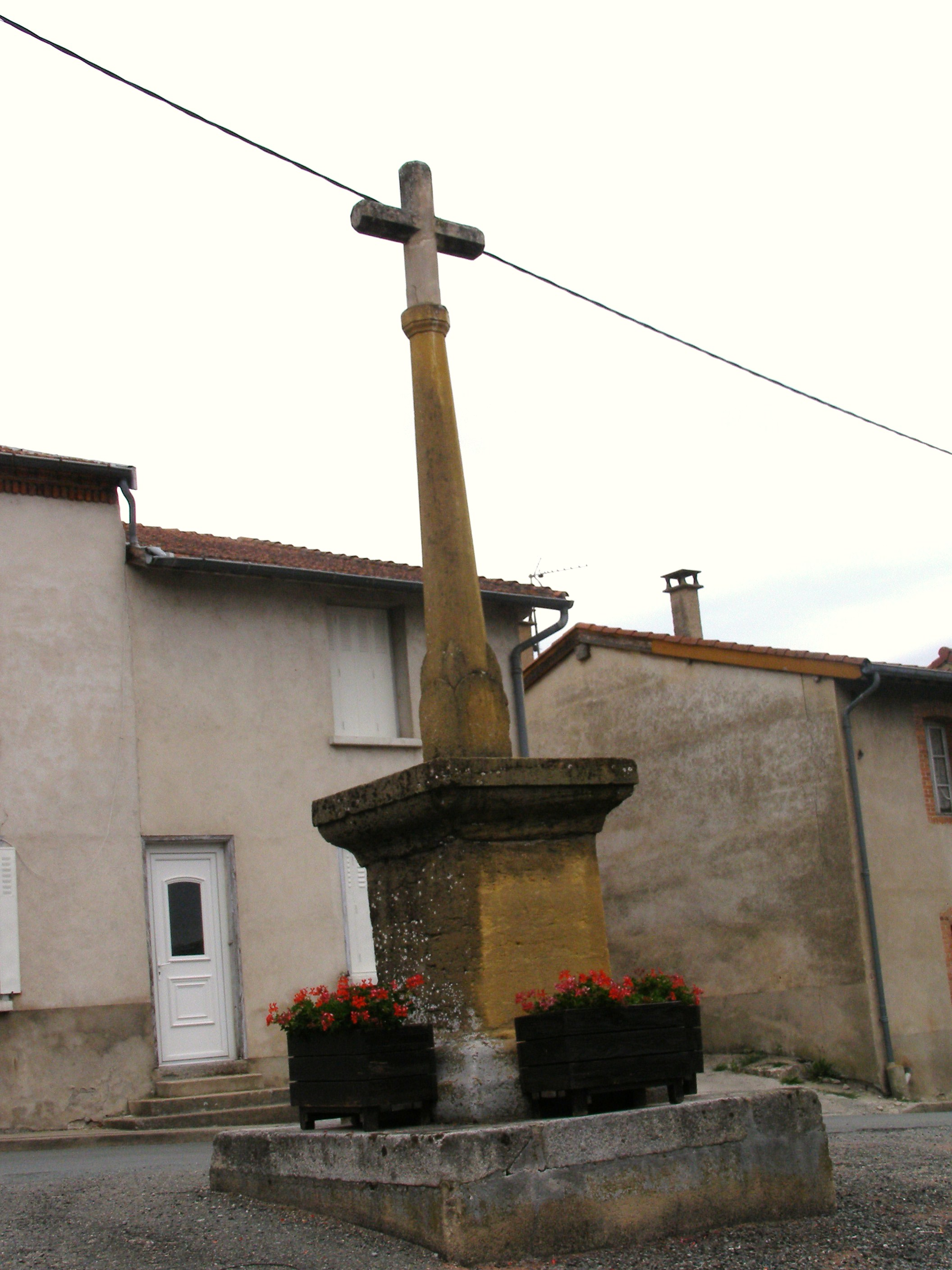
Croix du bourg.

### Sites et équipements culturels
- Maison des étangs du Forez (centre d'interprétation des étangs du Forez), gérée par la Fédération départementale des chasseurs de la Loire[21].

### Patrimoine naturel
- Réserve de Biterne : réserve naturelle de chasse et de faune sauvage, sur 38 hectares, créée en 1987[22].

### Personnalités liées à la commune
Comte de Neufbourg, propriétaire du plus grand domaine de la commune, le château de Beauvoir, membre de la résistance arthunoise pendant la guerre 1939-1945, très lié à la vie des étangs sur la commune[réf. nécessaire]. Cofondateur de la revue Paysans de la Loire.

### Héraldique
| Blason de Arthun | Blason  | D'azur au héron d'argent; au chef ondé du même chargé d'un ours passant et contourné de gueules mouvant du flanc dextre et d'un soleil couchant non figuré du même. |
| Blason de Arthun | Détails | Le statut officiel du blason reste à déterminer. |